# Polyacanthorhynchus macrorhynchus
Polyacanthorhynchus macrorhynchus är en hakmaskart som först beskrevs av Diesing 1856.  Polyacanthorhynchus macrorhynchus ingår i släktet Polyacanthorhynchus och familjen Polyacanthorhynchidae. Inga underarter finns listade i Catalogue of Life.